# Všeobecná encyklopedie v osmi svazcích
Všeobecná encyklopedie v osmi svazcích, zvaná též Encyklopedie Diderot, je česká encyklopedie o rozsahu osmi svazků, která obsahuje přibližně 100 000 hesel a 8 000 převážně barevných ilustrací, map, grafů a tabulek. Vyšla v roce 1999 v nakladatelství Diderot a byla jedním z prvních dvou českých pokusů o vytvoření velké české obecné encyklopedie zahrnující společenské změny po roce 1989 (společně s encyklopedií Universum). Kromě tištěného vydání vyšla encyklopedie několikrát na CD. Název odkazuje k encyklopedistovi Denisi Diderotovi, jednomu z vůdčích tvůrců Encyklopedie.
Hlavním konkurentem Diderotu, který byl tvořen českými odborníky, byla souběžně vydávaná desetisvazková encyklopedie Universum, založená na přizpůsobeném překladu německé encyklopedie Das Bertelsmann Lexikon

## Krach společnosti
Mezi roky 1994 a 1997 vybrala Českomoravská zasilatelská společnost kolem 40 milionů korun na předplatném čtyř- a osmisvazkové encyklopedie. V roce 1997 zkrachovala, jen někteří předplatitelé získali jeden svazek. Projekt převzala společnost Diderot, která roku 2002 skončila v konkurzu. Spolumajitelem a jednatelem obou společností byl Jiří Matějka, který byl následně obviněn z trestného činu porušování povinností při správě cizího majetku.

## VerzeEncyklopedie Diderot
První verze Encyklopedie Diderot vyšla v Nakladatelském domě OP v letech 1996–1998 jako Všeobecná encyklopedie ve čtyřech svazcích (55 tisíc hesel, 7 tisíc ilustrací a tabulek). Na ni navázal roku 1999 v nakladatelství Diderot dvojsvazkový Velký slovník naučný (100 tisíc hesel, bez ilustrací) a Všeobecná encyklopedie v osmi svazcích (100 tisíc hesel, 8 tisíc ilustrací, map, grafů a tabulek).
V roce 2000 začala vycházet dvacetisvazková verze s názvem Velká všeobecná encyklopedie, která měla obsahovat 150 tisíc hesel a 22 tisíc ilustrací a jejíž vydávání bylo naplánováno do roku 2006. Z ní však vyšly pouze první čtyři svazky, poté byl tisk zastaven, práva převedena a společnost Diderot byla v dubnu 2002 poslána soudem do konkurzu.
- Všeobecná encyklopedie ve čtyřech svazcích. Praha: Nakladatelský dům OP, 1996–1998. 4 svazky. ISBN 80-85841-17-7.
- Velký slovník naučný. Praha: Diderot, 1999. 2 svazky. ISBN 80-902723-1-2.
- Všeobecná encyklopedie v osmi svazcích. Praha: Diderot, 1999. 8 svazků. ISBN 80-902555-2-3.
- Diderot : velká všeobecná encyklopedie. Praha: Diderot, 2000–2001. 4 svazky. ISBN 80-902723-2-0. Nedokončeno, původně zamýšleno 20 svazků.